# The Amazing Nina Simone
Albums de Nina Simone
Nina Simone and Her Friends
(1957) Nina Simone at Town Hall
(1959)
The Amazing Nina Simone est un album de la pianiste et chanteuse de jazz Nina Simone paru en 1959 pour le label Colpix, le premier des huit albums enregistrés pour ce label.

## Titres
Le commentaire de l'album par l'auteur Richie Unterberger indique que ces enregistrements se situent davantage dans le registre « pop et standard » avec les morceaux It Might as Well Be Spring, Willow Weep for Me et Stompin' at the Savoy et il fait cependant remarquer aussi que « l'ambiance est variée, avec quelques arrangements d'orchestre déplorables ».
L'album contient une seule composition originale de l'artiste, la deuxième piste, institulée Children Go Where I Send You.
| N°     | Titre                             | Compositeur                                          | Durée |
| ------ | --------------------------------- | ---------------------------------------------------- | ----- |
| Face 1 |                                   |                                                      |       |
| 1.     | Blue Prelude                      | Joe Bishop, Gordon Jenkins                           | 3:15  |
| 2.     | Children Go Where I Send You      | Nina Simone                                          | 2:45  |
| 3.     | Tomorrow (We Will Meet Once More) | Gale, Silverman                                      | 2:56  |
| 4.     | Stompin' at the Savoy             | Benny Goodman, Andy Razaf, Edgar Sampson, Chick Webb | 2:05  |
| 5.     | It Might as Well Be Spring        | Oscar Hammerstein II, Richard Rodgers                | 3:50  |
| 6.     | You've Been Gone Too Long         | John Sellers                                         | 2:08  |
| Face 2 |                                   |                                                      |       |
| 7.     | That's Him Over There             | Marilyn Keith, Lew Spence                            | 2:28  |
| 8.     | Chilly Winds Don't Blow           | Hecky Krasnow, William Lovelock                      | 2:40  |
| 9.     | Theme From Middle of the Night    | George Bassman                                       | 2:25  |
| 10.    | Can't Get Out of This Mood        | Frank Loesser, Jimmy McHugh                          | 2:30  |
| 11.    | Willow Weep for Me                | Ann Ronell                                           | 3:10  |
| 12.    | Solitaire                         | Renee Borek, King Guion, Carl Nutter                 | 3:20  |

## Enregistrements
Les titres sont enregistrés à New York en 1959.
| Musicien    | Instrument   |  | Équipe technique |            |
| ----------- | ------------ |  | ---------------- | ---------- |
| Nina Simone | piano, chant |  | Hecky Krasnow    | producteur |